# The Last Song
The Last Song är en amerikansk dramafilm regisserad Julie Anne Robinson och är baserad på Nicholas Sparks novell med samma namn. Filmen började spelas in den 15 juni 2009 på Tybee Island, Georgia och avslutades den 18 augusti 2009. The Last Song var lagd för att ha premiär den 6 januari 2010, men sköts senare fram till 2 april.

## Handling
Sjuttonåriga Veronica "Ronnie" Millers liv vändes upp och ned när hennes föräldrar skiljde sig och hennes pappa flyttade från New York till North Carolina, Georgia. Tre år senare är hon fortfarande arg på sina föräldrar, särskilt hennes far. En dag så beslutar hennes mamma sig för att det skulle ligga i allas intresse om hon skickade Ronnie tillsammans med hennes yngre bror Jonah till North Carolina under sommaren, så att Ronnie kan få chansen att få umgås med sin pappa. Ronnies far, som är en före detta konsertpianist och lärare, lever ett lugnt liv i North Carolina. Han är helt fördjupad i sitt arbete att skapa ett konstverk, som kommer att bli mittpunkten i en lokal kyrka. Ronnie lyckas senare hitta något som både hon och hennes pappa har gemensamt - musiken.

## Rollista
- Miley Cyrus - Veronica "Ronnie" Miller
- Kelly Preston - Kim Miller
- Greg Kinnear - Steve Miller
- Liam Hemsworth - William "Will" Blakelee
- Bobby Coleman - Jonah Miller
- Nick Lashaway - Marcus
- Carly Chaikin - Blaze
- Adam Barnett - Teddy
- Nick Searcy - Tom Blakelee
- Melissa Ordway - Ashley
- Carrie Malabre - Cassie
- Rhoda Griffis - En doktor
- Lance E. Nichols - Pastor Charlie Harris
- Hallock Beals - Scott
- Stephanie Leigh Schlund - Megan Blakelee

## Soundtrack
- 1. "Tyrant" (5:04), skriven av Andrew Brown, Zachary Filkins och Ryan Tedder (Framförs av OneRepublic)
- 2. "Bring on the Comets" (4:02), skriven av Mark Guidry, Mark Palgy och Craig Pfunder (Framförs av VHS Or Beta)
- 3. "Setting Sun" (3:49), skriven av Finlay Beaton, Stuart Macleod och Joel Quartermain (Framförs av Eskimo Joe)
- 4. "When I Look at You" (4:09), skriven av John Shanks och Hillary Lindsey (Framförs av Miley Cyrus)
- 5. "Brooklyn Blurs" (4:15), skriven av Alex Wong och Devon Copley (Framförs av The Paper Raincoat)
- 6. "Can You Tell" (2:41), skriven av Milo Bonacci, Alexandra Lawn, Wesley Miles, John Pike, Mathieu Santos och Rebecca Zeller (Framförs av Ra Ra Riot
- 7. "Down the Line" (3:10), skriven och framförd av José González
- 8. "Each Coming Night" (3:25), skriven av Sam Beam (Framförs av Iron & Wine)
- 9. "I Hope You Find It"  (3:55), skriven av Jeffrey Steele och Steven Robson (Framförs av Miley Cyrus)
- 10. "She Will Be Loved" (4:16), skriven av Adam Levine och James Valentine (Framförs av Maroon 5)
- 11. "New Morning"  (3:44), skriven av Casey McPherson (Framförs av Alpha Rev)
- 12. "Broke Down Hearted Wonderland" (3:02), skriven av Edwin McCain, Maia Sharp, Pete Riley och Kevin Kinney  (Framförs av Edwin McCain)
- 13. "A Different Side of Me" (3:08), skriven av Nathan Darmody, Zachary Porter och Thomas Norris (Framförs av Allstar Weekend)
- 14. "No Matter What" (3:22), skriven av Sydnee Duran och Dave Bassett (Framförs av Valora)
- 15. "Heart of Stone" (3:55), skriven av Sune Rose Wagner (Framförs av The Raveonettes)
- 16. "Steve's Theme" (3:18), skriven och framförd av Aaron Zigman
- 17. "I Feel it All" (3:42), skriven och framförd av Feist